# Ārmardeh
Ārmardeh (persiska: آرمَردِه, اَرمُردَه, اَرمَدِه, اَرمَدُ, آرمرده) är en ort i Iran.   Den ligger i provinsen Kurdistan, i den nordvästra delen av landet, 500 km väster om huvudstaden Teheran. Ārmardeh ligger 1 618 meter över havet och antalet invånare är 2 062.
Terrängen runt Ārmardeh är kuperad.Runt Ārmardeh är det ganska tätbefolkat, med 93 invånare per kvadratkilometer. Närmaste större samhälle är Bāneh, 10,8 km nordost om Ārmardeh. Trakten runt Ārmardeh består i huvudsak av gräsmarker.